# Anello del Pacifico

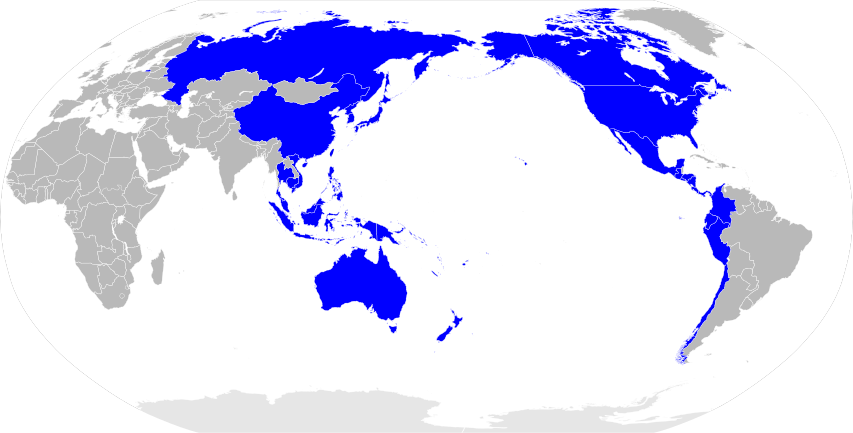
Stati compresi nell'anello del Pacifico.

L'anello del Pacifico (in inglese: Pacific Rim; in spagnolo: Cuenca del Pacífico), conosciuta anche come regione Asia-Pacifico (in russo: Азиатско-Тихоокеанский регион), è un termine utilizzato dalla geografia politica per indicare l'insieme di tutti gli Stati e i territori dipendenti le cui coste sono situate lungo o entro i "bordi" dell'Oceano Pacifico.
L'anello del Pacifico si sovrappone quasi completamente alla cosiddetta cintura di fuoco (conosciuta anche come anello di fuoco del Pacifico).

## Economia

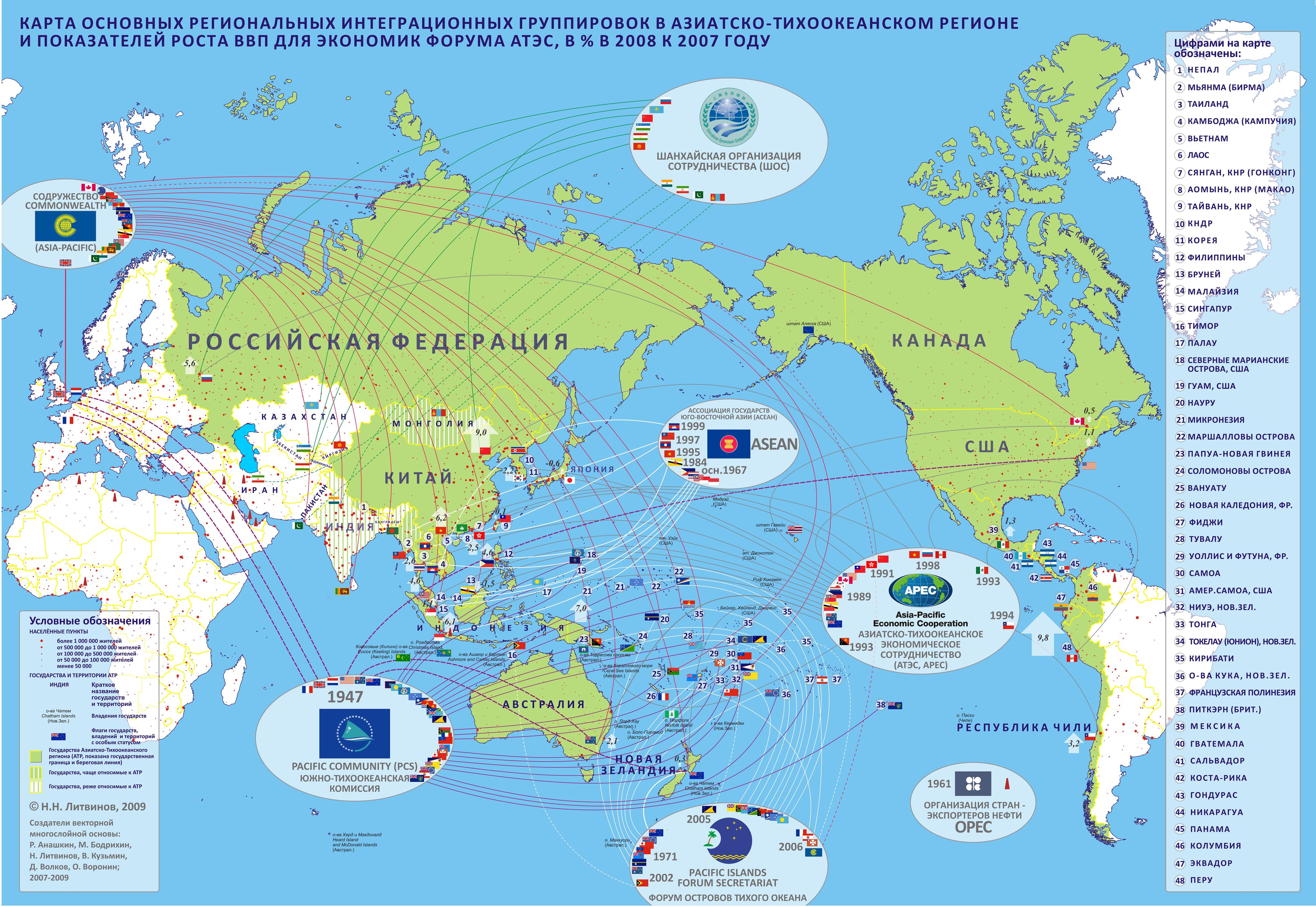
Mappa economica dei paesi facenti parte della regione Asia-Pacifico

All'interno dell'anello del Pacifico sono concentrate molte organizzazioni di cooperazione economica, tra cui la Asia-Pacific Economic Cooperation (APEC), l'Associazione delle Nazioni del Sud-est asiatico (ASEAN) e l'Organizzazione di Shanghai per la Cooperazione (SCO), mentre la sede di molte organizzazioni intergovernative e non governative della regione Asia-Pacifico si trova ad Honolulu, nelle isole Hawaii.
Le 21 economie nazionali facenti parte dell'APEC costituiscono il 57% del commercio mondiale, inoltre gli analisti economici prevedono una crescita del 70% PIL nella regione Asia-Pacifico.
Molti economisti ritengono che, con il progressivo venir meno dei vecchi centri industriali in Europa e Stati Uniti orientali, il centro dell'attività economica mondiale potrebbe spostarsi nella regione dell'Asia-Pacifico, grazie all'affermarsi delle economie di Hong Kong, Taiwan e Singapore; le industrie tecnologiche dell'elettronica e dell'informazione di Giappone, Corea, Taiwan e costa occidentale degli Stati Uniti; le materie prime di Australia, Canada, Filippine e Russia; le risorse umane di Cina ed Indonesia; la capacità produttiva di Cile, Filippine, Nuova Zelanda e Stati Uniti d'America.
Myanmar, Mongolia e Nepal, pur non facendo parte geograficamente dell'anello del Pacifico, sono spesso incluse dagli economisti all'interno dell'area Asia-Pacifico.

## Lista degli Stati e dei territori dell'anello del Pacifico
Quella che segue è una lista degli Stati e dei principali territori facenti parte dell'anello del Pacifico.
- Asia orientale
  -  Russia[3]
  -  Giappone
  -  Corea del Nord
  -  Corea del Sud
  -  Cina
    -  Hong Kong
    -  Macao

  -  Taiwan
- Sud-est asiatico
  -  Vietnam
  -  Cambogia
  -  Thailandia
  -  Malaysia
  -  Singapore
  -  Brunei
  -  Indonesia
  -  Filippine
  -  Timor Est
- Oceania (Stato sovrano)
  -  Australia
  -  Palau
  -  Micronesia
  -  Papua Nuova Guinea
  -  Isole Salomone
  -  Nauru
  -  Isole Marshall
  -  Vanuatu
  -  Nuova Zelanda
  -  Tuvalu
  -  Figi
  -  Kiribati
  -  Tonga
  -  Samoa
  -  Niue
  -  Isole Cook
- Oceania (Territorio dipendente)
  -  Territori dell'Australia
    -  Isola Norfolk

  -  Regno della Nuova Zelanda
    -  Tokelau

  -  Francia d'oltremare
    -  Nuova Caledonia
    -  Wallis e Futuna
    -  Polinesia francese

  -  Territori d'oltremare britannici
    -  Isole Pitcairn

  -  Aree insulari degli Stati Uniti d'America
    -  Isole Marianne Settentrionali
    -  Guam
    -  Samoa Americane

  -  Stati Uniti
    -  Hawaii

  -  Cile
    -  Isola di Pasqua
- Nord America
  -  Canada
  -  Stati Uniti
  -  Messico
- America centrale
  -  Guatemala
  -  El Salvador
  -  Honduras
  -  Nicaragua
  -  Costa Rica
  -  Panama
- America del Sud
  -  Colombia
  -  Ecuador
  -  Perù
  -  Cile

## Commercio
Il Pacifico è un focolaio di spedizioni oltreoceano. Le nazioni del bacino ospitano 29 dei 50 porti di spedizione di container più trafficati del mondo:
- Corea del Sud
  - Pusan (5º posto)
- Giappone
  - Yokohama (36º posto)
  - Tokyo (25º posto)
  - Nagoya (47º posto)
  - Kobe (49º posto)
- Taiwan
  - Kaohsiung (12º posto)
- Hong Kong
  - Hong Kong (3º posto)
- Cina
  - Shanghai (1º posto)
  - Shenzhen (4º posto)
  - Ningbo (6º posto)
  - Guangzhou (7º posto)
  - Qingdao (8º posto)
  - Tianjin (10º posto)
  - Xiamen (19º posto)
  - Dalian (21º posto)
  - Lianyungang (30º posto)
  - Yingkou (34º posto)
- Filippine
  - Manila (37º posto)
- Vietnam
  - Saigon (28º posto)
- Thailandia
  - Laem Chabang (22º posto)
- Malaysia
  - Port Klang (13º posto)
  - Tanjung Pelepas (16º posto)
- Singapore
  - Singapore (2º posto)
- Indonesia
  - Jakarta (24º posto)
  - Surabaya (38º posto)
- Canada
  - Vancouver (50º posto)
- Stati Uniti
  - Los Angeles (17º posto)
  - Long Beach (18º posto)
  - Seattle/Tacoma (48º posto)
- Panama
  - Balboa (43º posto)